# Germán Riesco
Germán Riesco Errázuriz (Rancagua, 28 de mayo de 1854 - Santiago, 8 de diciembre de 1916) fue un abogado y político chileno, miembro del Partido Liberal (PL). Ejerció como senador de la República entre 1900 y 1901, año en el cual resultó electo como presidente de Chile, cumpliendo hasta 1906.
Desarrolló una larga carrera como fiscal en el Poder Judicial y posteriormente en política, al ser elegido senador en 1900. En 1901, fue elegido presidente de la República como candidato de la Alianza Liberal (AL). Durante su mandato se aprobaron los Códigos de Procedimiento Civil y Penal, se inició la construcción del alcantarillado de Santiago y el ferrocarril trasandino por Uspallata. En el ámbito internacional, se estableció la paz definitiva con Bolivia y se firmaron con Argentina los Pactos de Mayo, que alejaron los peligros bélicos y establecieron un inédito sistema de limitación de armamentos navales. En lo económico, el gobierno de Riesco fomentó las emisiones monetarias, lo que causó una fiebre especulativa conocida como “el resurgimiento", que culminó con una grave crisis económica. Las malas condiciones de vida y la creciente inflación provocaron una serie de crisis sociales, siendo el más importante el llamado «Mitin de la carne».
Durante su periodo presidencial se sucedieron 17 ministerios, lo que causaba graves consecuencias administrativas y políticas. Como consecuencia, fue blanco de críticas por su debilidad de carácter y su incapacidad para controlar a los partidos. Tras terminar su mandato, que muchos consideraron un fracaso, se retiró a la actividad privada, hasta su fallecimiento.

## Familia y estudios

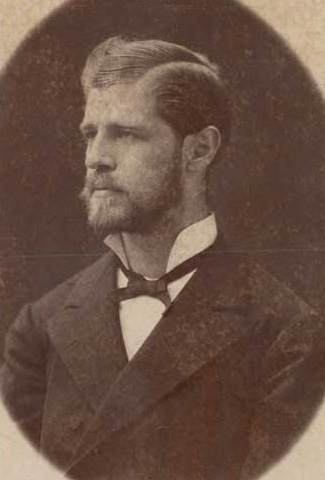
Fotografía de Germán Riesco en su juventud.

Nació en la comuna chilena de Rancagua el 28 de mayo de 1854, siendo el séptimo hijo del abogado y político Mauricio Riesco Droguett, quien fuera diputado, y Carlota Errázuriz Zañartu, hermana del también abogado y político Federico Errázuriz Zañartu, quien fuera, entre otros cargos, presidente de la República entre 1871 y 1876. También, fue primo y cuñado del también presidente Federico Errázuriz Echaurren (1896-1901), influyendo en este en cuestiones de política internacional, apoyando una política pacifista, y económicas, con un planteamiento anti-emisionista. A pesar de pertenecer a la aristocracia tradicional, su familia estuvo en una situación de estrechez económica durante su infancia.
Realizó sus estudios secundarios en el Seminario Conciliar de Santiago y en el Instituto Nacional, donde fue matriculado el 28 de febrero de 1863. Terminada su educación escolar, ingresó a la Escuela de Derecho de la Universidad de Chile, corporación donde se tituló como abogado el 19 de abril de 1875.

### Matrimonio e hijos
Se casó en Santiago de Chile el 7 de enero de 1880 con su prima María Errázuriz Echaurren, con la que tuvo ocho hijos. Uno de ellos, Germán Ignacio Riesco Errázuriz, fue también político, ejerciendo como diputado y luego alcanzó la designación de ministro de Estado en los gobiernos de los presidentes Juan Luis Sanfuentes Andonaegui y Gabriel González Videla.
Una vez electo presidente, decidió que ello debía influir lo menos posible en su vida familiar. Continuó viviendo en su residencia privada y no en La Moneda como era costumbre, prohibiendo la madre a sus hijos mencionar cuestiones políticas en el hogar. Una de sus viviendas para descanso fue la Quinta de las Rosas, ubicada en la comuna de Maipú.
Enseñó a sus hijos no abusar de su posición privilegiada. Podían ocupar el palco presidencial en el Teatro Municipal, pero comprando la entrada en la ventanilla como todos los ciudadanos. A él mismo, le repugnaba hacer valer su calidad de presidente. En una oportunidad uno de sus hijos fue invitado para acompañar a sus padres a dar una vuelta en coche por el cerro Santa Lucía; a la entrada del cerro se dio cuenta de que no llevaba dinero y tras un momento de vacilación dio orden de regresar.

## Carrera profesional
En 1871, a los diecisiete años y durante el gobierno del presidente José Joaquín Pérez, se incorporó como oficial de número al Ministerio de Justicia e Instrucción Pública. Más adelante, en 1880, bajo la administración del presidente Aníbal Pinto, fue designado como oficial mayor (cargo equivalente en el presidente al de subsecretario) de esa repartición, y posteriormente, actuó en el Poder Judicial como relator de la Corte de Apelaciones de Santiago, puesto que ocupó hasta 1890, fecha en que fue nombrado como ministro de la misma, sirviendo en reemplazo de Raimundo Silva; fue destituido del cargo por el presidente José Manuel Balmaceda al año siguiente, pero ese mismo año, tras el triunfo en la batalla de Placilla (en el marco de la guerra civil), fue repuesto. Luego, a partir del 5 de abril de 1897, pasó a desempeñarse como fiscal de la Corte Suprema, asumiendo la vacancia dejada por Ambrosio Montt Luco. El 30 de abril del siguiente, renunció a ese cargo y se dedicó al ejercicio libremente de la abogacía. Por otra parte, en el sector privado, fue designado como consejero por el Banco de Chile, propiedad de la familia Edwards.
De forma paralela, formó parte de la Caja de Crédito Hipotecario, también como consejero, se desempeñó como administrador del Hospital Manuel Arriarán y fue juez partidor de la herencia de la familia Cousiño por disposición testamentaria de Isidora Goyenechea de Cousiño.

## Carrera política
En el ámbito político, militó en las filas del Partido Liberal. Como tal, en las elecciones parlamentarias de 1900, fue elegido como senador por la provincia de Talca, por el periodo legislativo 1900-1903. En su gestión, integró la Comisión Permanente de Constitución, Legislación y Justicia, y la de Presupuesto.

### Elección presidencial de 1901

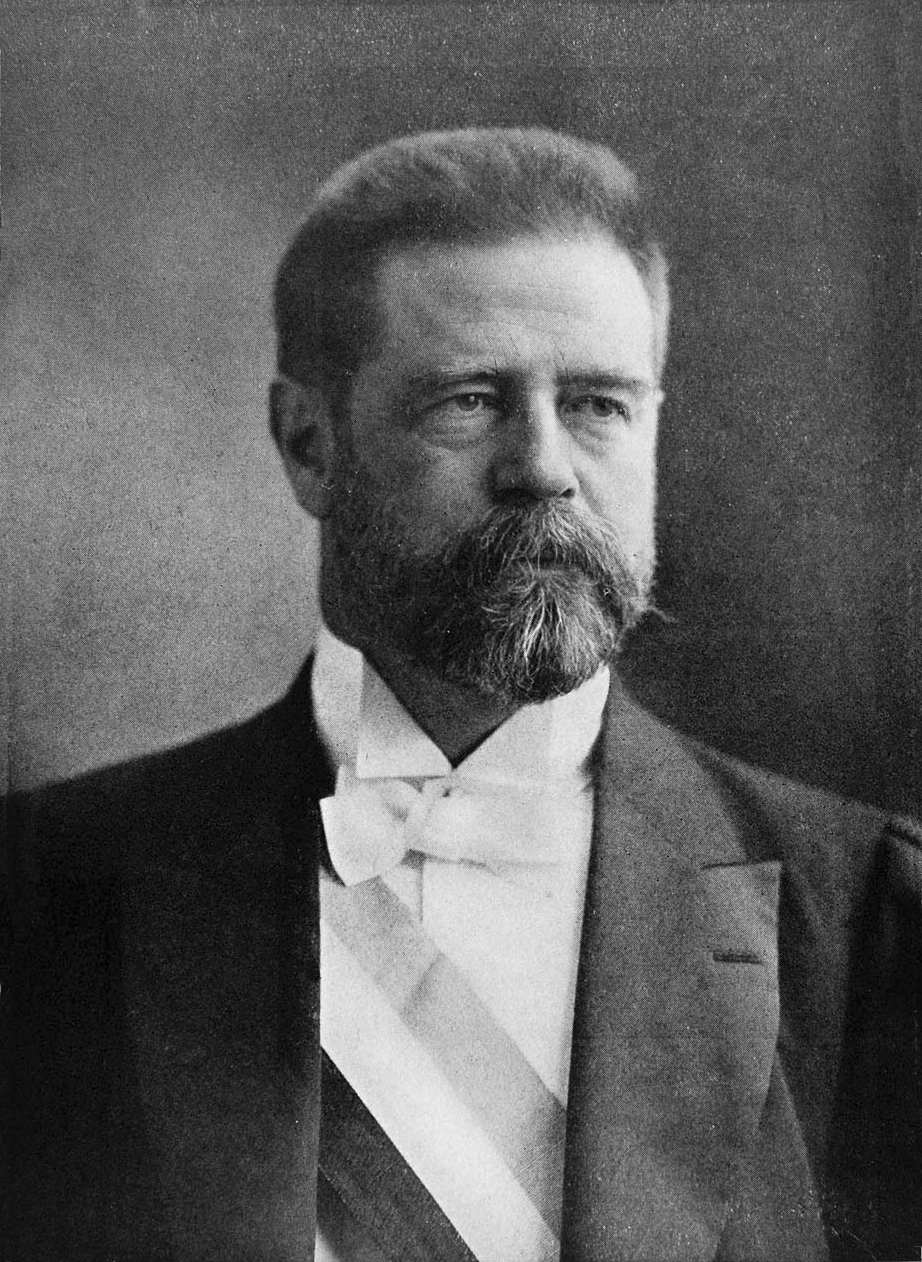
German Riesco con la banda presidencial en 1901.

Para la elección presidencial de 1901, los partidos de gobierno acordaron llamar a una convención. De esa manera, propuso la realización de una convención amplia, que no se limitase a los partidos del oficialismo. Si bien varios apoyaron sus declaraciones, algunos la concibieron como una maniobra a favor de Ramón Barros Luco, de quien era partidario.
El 3 de marzo, se realizó la convención amplia; participó en la primera ronda de votación y al obtener solo 30 sufragios, renunció a su candidatura. Los días siguientes pasaron sin que ninguno de los candidatos, Barros Luco, Fernando Lazcano, Claudio Vicuña y Augusto Matte, consiguiese el 60% de los votos necesarios para ser elegido. La noche del día 7 se realizó una reunión en la casa de Vicuña, conviniéndose a votar por Riesco. El día 8, tras la renuncia de Vicuña, Riesco alcanzó 195 votos contra 95 de Lazcano. Tras su victoria, realizó un discurso en donde expuso su programa de gobierno.
El también liberal Pedro Montt fue proclamado el 15 de marzo como candidato de la Coalición. La selección de los candidatos provocó una crisis ministerial, pues el presidente Errázuriz insistía en mantener la prescindencia electoral del poder ejecutivo, frente a las acusaciones de que favorecería a Riesco a por ser pariente suyo y a las presiones liberales para que formase un gabinete solo con elementos de la Alianza. El nuevo ministerio fue censurado a los dos días de su constitución, si bien permaneció en funciones hasta que el 11 de mayo asumió un gabinete encabezado por Aníbal Zañartu, quien recibió el mando de la nación con el título de vicepresidente, por la precaria salud de Errázuriz, que fallecería sin completar su mandato.
La campaña despertó numerosas pasiones doctrinarias. El diario conservador El Porvenir lo acusaba de que significaba el peligro del predominio del liberalismo filosófico y político, que era condenado por la Iglesia católica. Si bien las autoridades eclesiásticas declararon que aquel diario no era la voz oficial de la Iglesia, se continuó la campaña doctrinaria. El presbítero José María Caro escribió un artículo conocido popularmente como El riesquismo, ¿es pecado?, en que llegaba a la conclusión que no era lícito para un católico votar a su favor.
El conservador Rafael Egaña, partidario suyo, le contestó a través del periódico La Libertad Electoral. Por su parte, el diario radical La Ley acusaba que «El fraile de cualquier marca y, sobre todo el jesuita, es peor mil veces que la lepra, la sarna, la viruela, la peste bubónica y el cólera morbo asiático». Se llegó al punto de que un cura se negó a darle la absolución por su calidad de candidato aliancista. El resultado de la elección fue de 184 votos a su favor contra 83 votos para Montt. Por ello, el 4 de diciembre se incorporó presuntivamente en su reemplazo en la cámara baja Pedro Letelier Silva, luego de asumir como presidente de la República, pero sus poderes no fueron aprobados.

## Presidencia

### Política interna

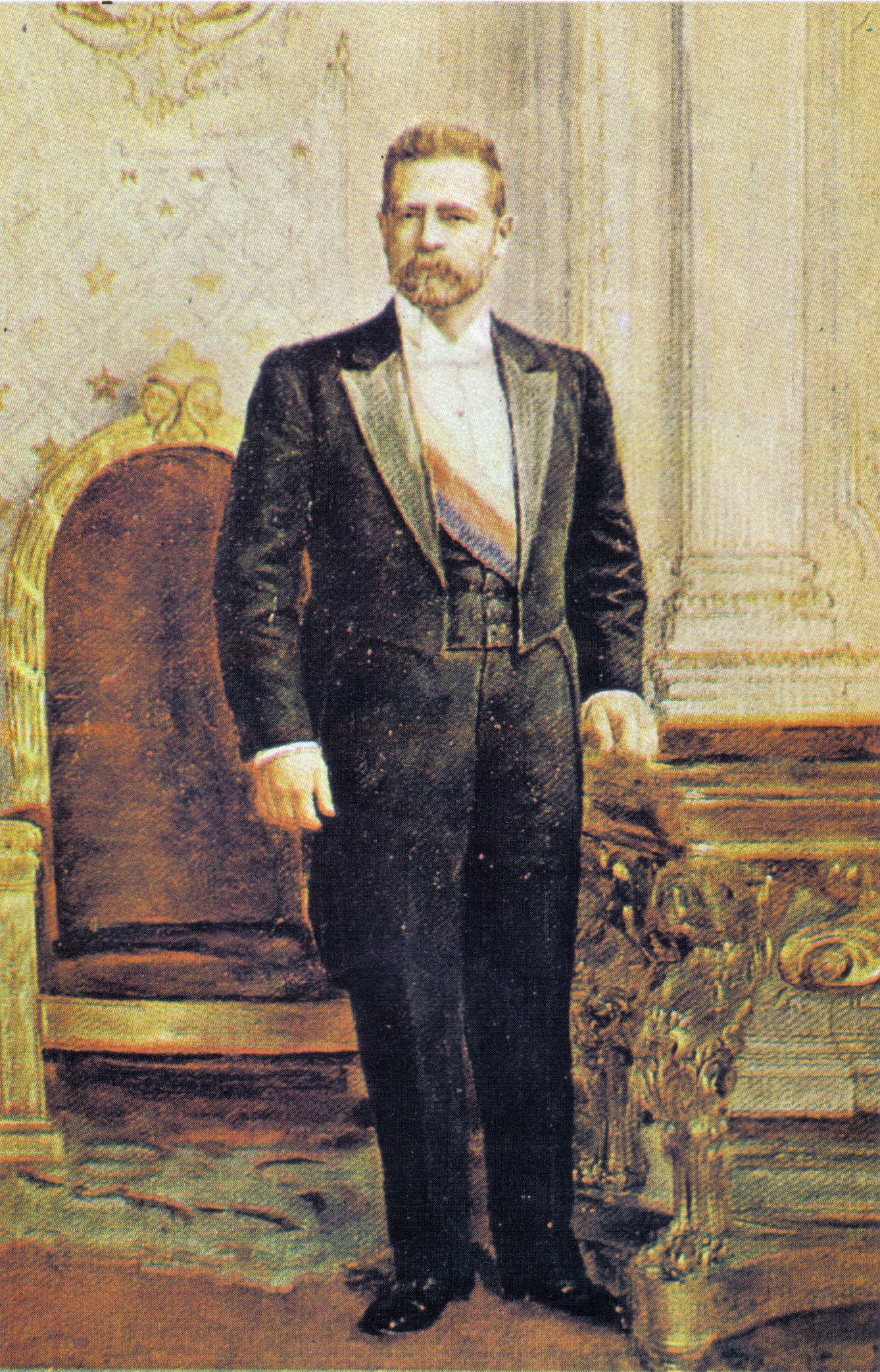
El Presidente Germán Riesco junto con el sillón presidencial por Cosme San Martín.

Su presidencia sería el punto culminante de la crisis política chilena. Su rotativa ministerial alcanzó a 17 ministerios, lo que significa un promedio de 3,5 meses por ministerio.[cita requerida]
El primer ministerio, representó a la triunfante Alianza Liberal, con Ramón Barros Luco como ministro del Interior. El choque entre Juan Luis Sanfuentes, ministro de Hacienda, con el encargado de Justicia, Manuel Ballesteros Ríos, por la designación del intendente de Coquimbo, terminó con la salida del primero del gabinete. Se presentó en el Congreso un voto de censura que contó con el apoyo de los sanfuentistas y el liberal Fernando Lazcano, lo que provocó la caída del gabinete.
El 18 de noviembre juró el nuevo ministerio, encabezado por Ismael Tocornal. Durante este periodo el gobierno tuvo que hacer frente a las amenazas de guerra con Argentina y el aplazamiento de la conversión metálica.
El 24 de abril el ministro de Hacienda, Enrique Ballesteros, renunció «por razones personales», lo que provocó la caída de todo el gabiente. En consecuencia, llamó nuevamente a Barros Luco para ejercer la titularidad del Ministerio del interior. El Partido Liberal Democrático, unificado detrás de Sanfuentes, hizo pacto con nacionales y conservadores para apoyarse mutuamente en la calificación de sus candidatos al Congreso Nacional.
Ante la formación de esta nueva mayoría, decidió seguir las reglas del juego parlamentario y gobernar con la Coalición. El 20 de noviembre de 1902, juró Elías Fernández Albano en la cartera de Interior con un gabinete de balmacedistas y nacionales. El gabinete intentó imponerle una serie de intendentes y gobernadores, con el fin de intervenir en las próximas elecciones; como insistió en evaluar a cada candidato por sus méritos, la Coalición desarrollo una actitud obstruccionista, paralizando la aprobación de la ley de presupuestos. Los resultados de la elección parlamentaria de 1903 otorgaron un importante triunfo a la Coalición.
Luego de caer gravemente enfermo, el 4 de abril de 1903, nombró a Barros Luco por tercera vez en Interior, para que lo remplazase en calidad de vicepresidente. El 5 de julio reasumió la presidencia, manteniendo en Interior al hasta entonces subrogante Rafael Sotomayor Gaete. El gabinete cayó producto de las divisiones dentro de la Coalición sobre las calificaciones y la distribución de cargos públicos. El 1 de septiembre de 1903, juró un gabinete encabezado por Ricardo Matte Pérez, sin presencia de balmacedistas. Con aquel nombramiento, intentó combatir la crisis política convocando a los partidos para desarrollar un ambicioso plan de gobierno, pero no fue escuchado.
Los nacionales decidieron romper con la Coalición, provocando otro cambio ministerial, esta vez con Arturo Besa Navarro en Interior, quien asumió el 23 de octubre. Al pasarse algunos liberales democráticos a la Alianza se reconstituyó el gabinete el 10 de enero de 1904, con Rafael Errázuriz Urmeneta en Interior. La ruptura definitiva de los balmacedistas con la Coalición obligó al Presidente a recurrir a un gabinete de administración, el que juró el 12 de abril con Rafael Sotomayor a la cabeza.
Al consolidarse una nueva mayoría aliancista, esta formó gobierno el 12 de mayo con Luis Antonio Vergara como ministro del Interior. Presentaron un ambicioso programa de asuntos legislativos, constitucionales, religiosos y educacionales. Las disputas en torno a la reelección de Fernando Lazcano como presidente del Senado desataron la crisis ministerial. El 30 de octubre asumió un ministerio encabezado por Emilio Bello Codesido.
En enero de 1905, se denunció al Colegio San Jacinto de los Hermanos de las Escuelas Cristianas por la presencia de actos homosexuales entre alumnos y los hermanos legos. Liberales y radicales vieron la ocasión para asestarle un golpe a la Iglesia e hicieron aprobar un decreto que clausuraba todos los colegios de la congregación. El ministro de Instrucción, Guillermo Rivera Cotapos, que había inspirado el decretó, presentó su renuncia y al no aceptarse a su subrogante se desencadenó la crisis total del ministerio.
El 18 de marzo, asumió un gabinete dirigido por José Rafael Balmaceda. El gabinete cayó por un «bizantino y semántico conflicto» entre los senadores Federico Puga Borne y Enrique Mac Iver. El 1 de agosto asumió Juan Antonio Orrego en Interior. Renunció por la conformación de un acuerdo entre nacionales, radicales y liberales para formar una convención presidencial.
Más adelante, el 21 de octubre, juró el nuevo gabinete con Miguel Cruchaga Tocornal en Interior. Este ministerio debió enfrentar el mitin de la carne, consiguiendo la materialización de una serie de logros, como la aportación de nuevas leyes electorales, el Código de Procedimiento Penal, la ley de habitaciones para obreros, algunos tratados internacionales y la financiación para el Ferrocarril Arica-La Paz.
La Coalición, ahora nuevamente incluyendo a los liberales democráticos, triunfó en las elecciones de 1906. Se organizó un nuevo ministerio el 19 de marzo con el conservador José Ramón Gutiérrez a la cabeza. Al separarse un sector conservador que apoyaba a Pedro Montt como candidato de la Alianza, se perdió la mayoría de la Coalición en el Congreso.
En su último gabinete, utilizó una fórmula «universal», con representantes de todos los partidos, con Manuel Salinas a la cabeza. Juró el 7 de mayo y se encargó de la realización de la elección presidencial y de las consecuencias del terremoto de Valparaíso.

### Relaciones Exteriores

#### Argentina

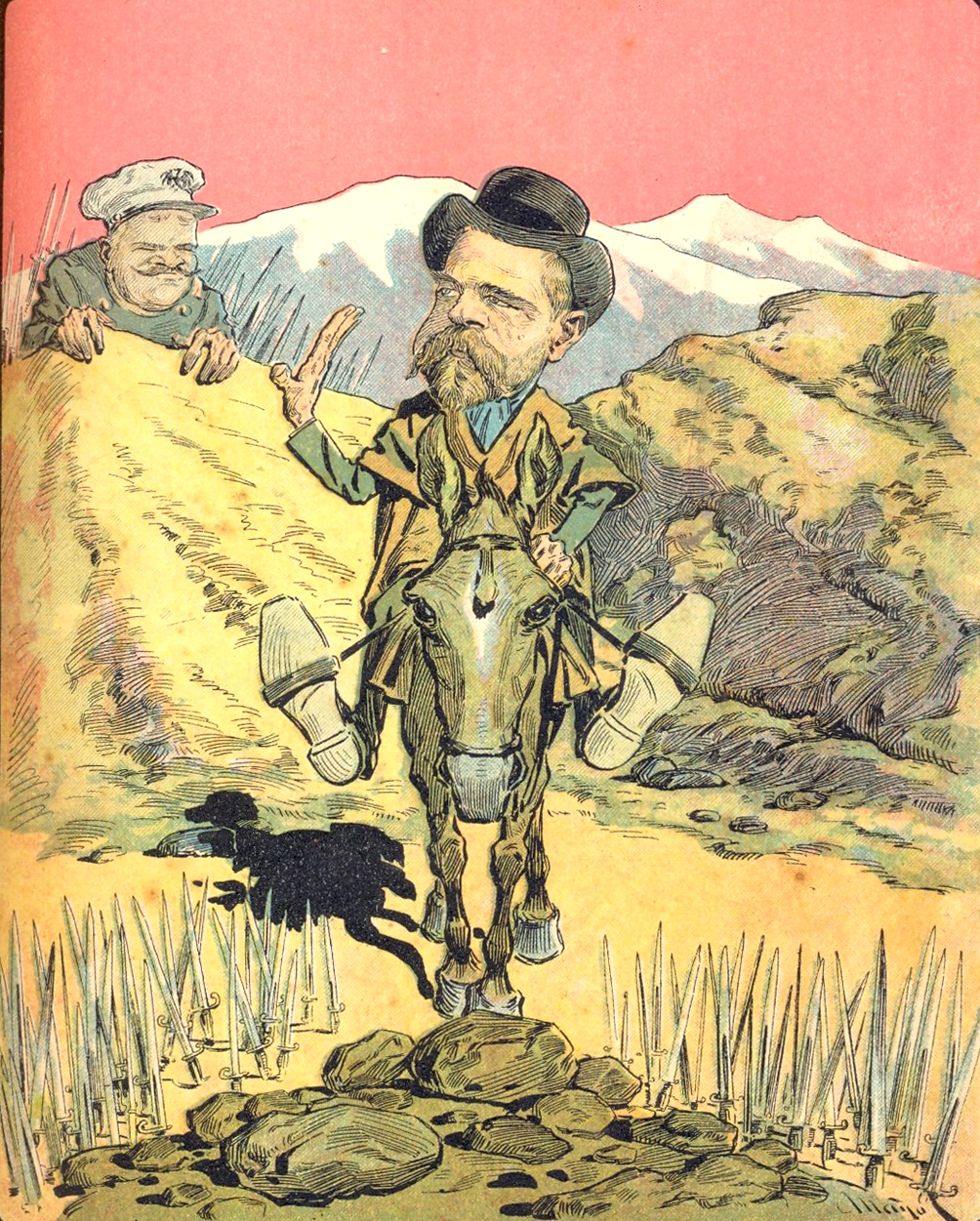
Caricatura argentina sobre los problemas limítrofes (1901).
Emilio Körner: ¿Y...? pueden ya estrenarse los caminos, don Germán?
Riesco: Yo creo, general, que conviene esperar un poco, porque ahora se han puesto intransitables.

Las disputas por la delimitación de la frontera entre Argentina y Chile provocaron un profundo deterioro en las relaciones entre ambas naciones y las llevó al borde de la guerra. 
Chile había construido unas sendas para el reconocimiento de la zona en disputa, que fueron denunciadas por Argentina de ser verdaderos caminos militares y encubiertos actos posesorios. El problema de la presencia de policías en la zona hizo aumentar las tensiones, que se tradujeron en una creciente carrera armamentística y en el auge de un lenguaje belicista en políticos de ambos lados de la cordillera.
El canciller chileno Eliodoro Yáñez mostró una actitud inflexible frente a Argentina. Consideraba insuficiente enviar reclamaciones diplomáticas ante las penetraciones territoriales argentinas, por lo que envió una patrulla de policía a Cerro Palique para contenerlas. 
Las negociaciones entre Yáñez y el embajador argentino Epifanio Portela para resolver los asuntos de las sendas y los policías fracasaron y Portela anunció que haría uso de licencia y daría por fracasada la negociación. El presidente Riesco decidió intervenir personalmente, prescindiendo de su canciller, firmando con el embajador argentino dos actas en que ambos países se disponían a mantener la situación territorial de 1898 y que las sendas no importaban ocupación de territorios. La inclusión a último minuto del asunto del retiro de las policías produjo una nueva crisis, pues Portela dijo que se había agregado sin discusión previa.
Riesco encargó a Julio Zegers la búsqueda de una solución, proponiéndosele a Portela una aclaración, de que el acta se refería solo a territorios de Última Esperanza. El embajador argentino se rehusó, pero igualmente envió la proposición a Buenos Aires y se retiró del país. El 7 de enero de 1902 se llegó a un acuerdo y se cursaron las notas.
Respecto al arbitraje británico, el presidente Riesco se mostraba escéptico de su aplicación y auspiciaba una negociación directa. Para salvar las dificultades que presentaría la opinión pública, diplomáticos de ambos países propusieron que el acuerdo se presentase por medio del fallo de Su Majestad Británica. La proposición tuvo eco en Argentina, y el presidente Riesco encargó a Augusto Matte la negociación de la línea transaccional, si bien su gestión no prosperó producto de su filtración a ciertos círculos de ambas naciones.
Otra gestión fue realizada por Jorge Huneeus, quien en conversación con el embajador italiano en Chile, Orestes Savina, compartieron la idea de ampliar las facultades del árbitro para que pudiese dar un fallo de equidad. Riesco le dio aquiescencia para realizar la iniciativa, en la que también se involucró el embajador de Alemania. Argentina replicó que consideraba prematuro y perjudicial tratar el asunto, y que podría ser examinado nuevamente una vez hubiese venido la comisión técnica enviada por la corona al terreno en disputa.
También se realizaron gestiones para detener la carrera armamentista, una realizada por el financista argentino Ernesto Tornquist y otra por el Foreign Office. No se materializaron pero sirvieron para preparar el camino al acuerdo definitivo.

##### Pactos de Mayo
El cambio de algunos de los diplomáticos de la época facilitó el camino hacia la paz. Portela fue remplazado como embajador en Argentina por José Antonio Terry, Eliodoro Yáñez como canciller chileno por José Francisco Vergara y por la muerte de Amancio Alcorta, le remplazó interinamente Joaquín V. González en la cancillería argentina. Riesco y Terry establecieron una profunda confianza mutua y amplia comprensión, lo que facilitó las negociaciones entre ambos. En Argentina por su parte, Bartolomé Mitre combatía a través de las páginas de su diario La Nación el apoyo que prestaba su país a las reivindicaciones peruanas y bolivianas.
El 28 de mayo se firmaron los pactos. En el acta preliminar Argentina se compromete a no inmiscuirse en problemas internos ni externos de Chile, renunciando por tanto a intervenir en los asuntos pendientes de Chile con Perú y Bolivia. Chile por su parte afirmaba no abrigar propósitos de expansiones territoriales, salvo los que resultasen del cumplimiento de tratados vigentes.
En el tratado general de arbitraje se estipulaba que Su Majestad Británica zanjaría las controversias de cualquier naturaleza que tuvieran Argentina y Chile, una vez fracasadas las negociaciones directas.
El tratado de limitación de armamentos permitió la limitación de los armamentos navales, renunciándose a la adquisición de nuevos buques y disminuyéndose el tamaño de las escuadras para alcanzar una discreta equivalencia.
Si bien las negociaciones recibieron la crítica de los belicistas, que obstruyeron su aprobación por el Congreso por 51 días, la opinión pública recibió los pactos con regocijo. El canje de las ratificaciones se realizó en Chile, durante la celebración de sus fiestas patrias.

##### Fallo arbitral de 1902
El tribunal arbitral británico designado para resolver las disputas fronterizas entre Chile y Argentina estaba compuesto por el jurista Lord Macnaghten y los geógrafos Sir John Charles Ardagh y Sir Thomas H. Holdich. El tribunal estaba predispuesto a realizar una solución transaccional, por lo que cuando Holdich viajó a la zona en litigio, tuvo la misión de sondear si las partes aceptarían un fallo de esta clase. En Buenos Aires encontró una respuesta favorable, pero en Santiago chocó con la posición inflexible del canciller Yáñez, quien exigía una resolución ajustada a derecho. El problema fue resuelto por Riesco quien, desautorizando a su canciller, se mostró dispuesto a realizar concesiones razonables si ello implicaba la resolución del problema fronterizo.
El rey Eduardo VII dictó el fallo el 20 de noviembre de 1902, presentando una solución transaccional. De los 94 140 km² en disputa, 54 225 fueron para Chile y 39 915 a Argentina, aunque se argumentó que Argentina se quedó con las mejores tierras cultivables.

#### Bolivia
Hacia 1902 el gobierno boliviano, encabezado por el general José Manuel Pando, se encontraba en una difícil situación internacional, al tener litigios pendientes con Argentina, Brasil y Perú. Estando en necesidad de resolver sus problemas con Chile, Pando envió a Félix Avelino Aramayo en misión a Chile con el objeto de llegar a un acuerdo. Este tenía como bases de la renuncia por parte de Bolivia a toda pretensión de un puerto en el Pacífico, libre paso del comercio boliviano y el pago por parte de Chile de una suma de dinero, que se usaría para la construcción de un ferrocarril para transportar las exportaciones bolivianas al Pacífico.
Se restablecieron las relaciones diplomáticas y en diciembre de 1903 concluyeron las conversaciones, renunciando Bolivia a sus pretensiones portuarias y comprometiéndose Chile a construir un ferrocarril entre Arica y La Paz. El Tratado de Paz y Amistad se firmó el 20 de octubre de 1904.

### Obras del gobierno

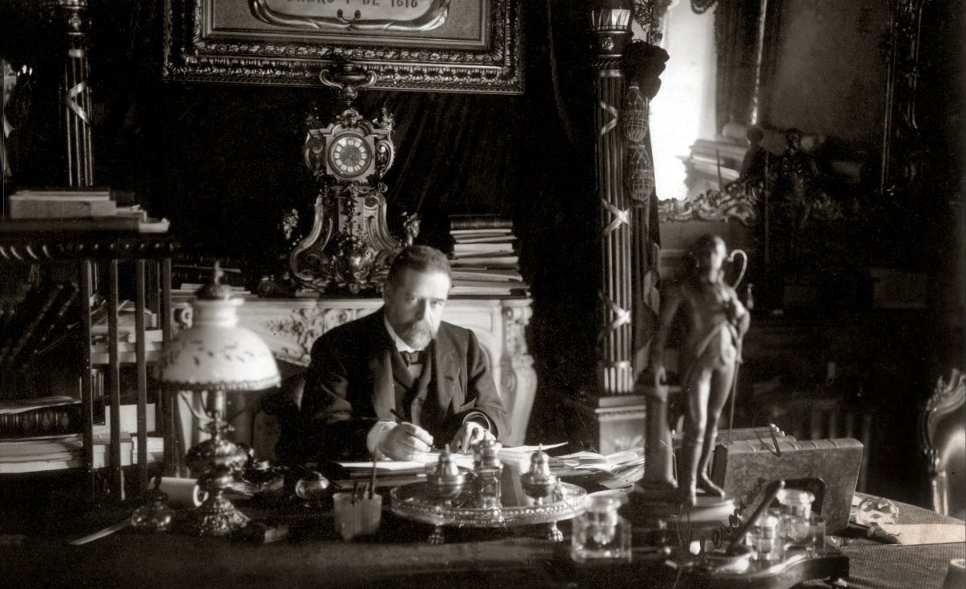
Riesco en su escritorio del Palacio de La Moneda.

En materia de justicia, se promulgó en 1902 el Código de Procedimiento Civil (aún vigente, aunque con modificaciones); ordenó construir, en 1905, el Instituto Superior de Comercio de Talca, y se inició la construcción del Palacio de los Tribunales de Justicia de Santiago, sede de la Corte Suprema y de la Corte de Apelaciones de Santiago, y en 1906 se promulgó el Código de Procedimiento Penal (vigente hasta 2005).
También se preocupó de la educación, construyéndose durante su gobierno colegios para niños y adultos, como el Internado Nacional Barros Arana (1902).

### El mitin de la carne

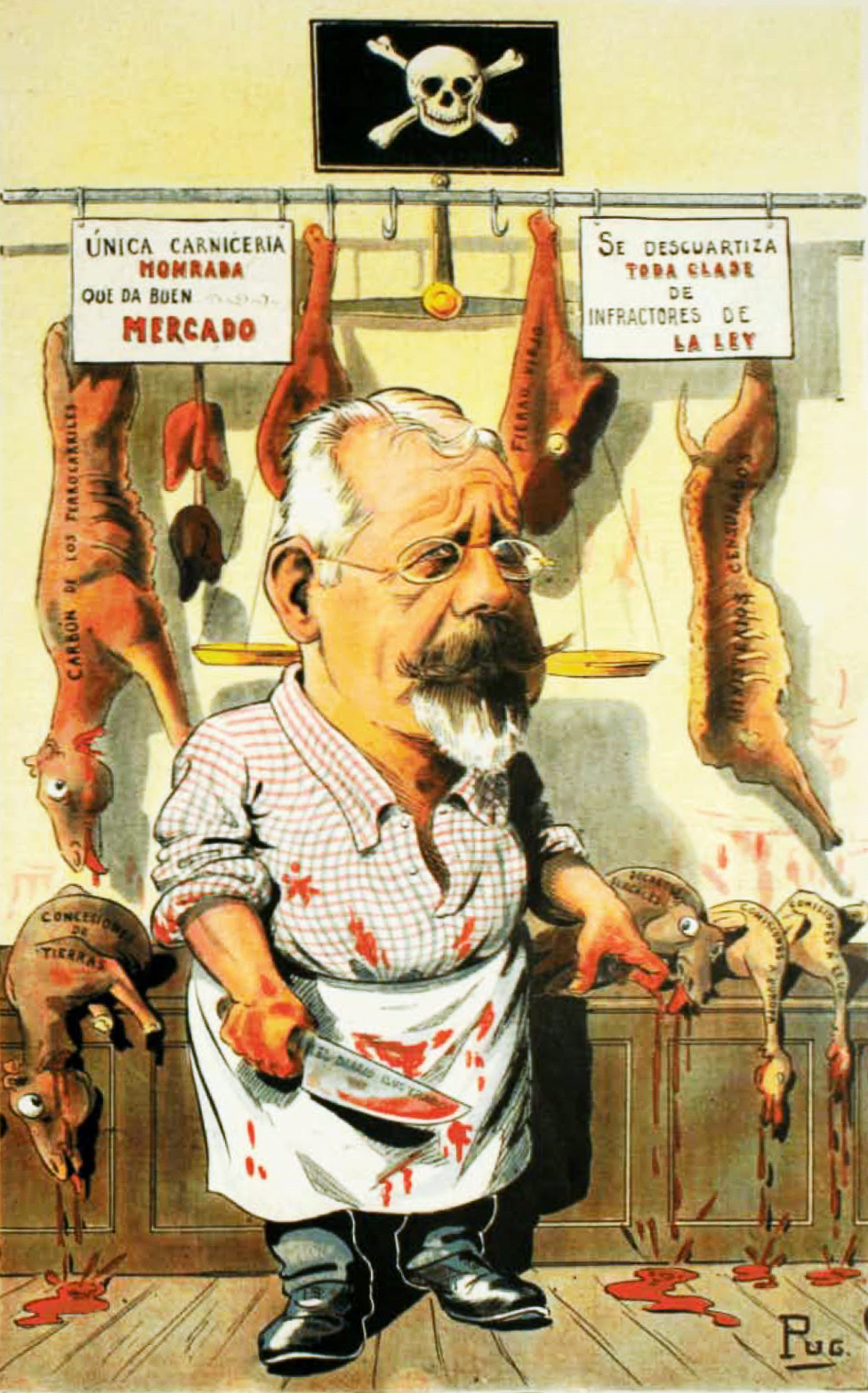
Caricatura del Riesco que ilustra el «mitin de la carne».

Durante su presidencia, sucedió uno de los estallidos sociales más grandes de los que se tiene registro en Chile: el llamado «mitin de la carne». Éste tuvo su origen en el alza en el precio de las carnes importadas, que si bien no era exagerado, era la representación de una inflación ya descontrolada que encarecía el costo de vida.
Para protestar contra el alza, sociedades obreras y el diario El Chileno convocaron a un mitin el día 22 de octubre de 1905. La izquierda no lo apoyó y el gobierno, confiado en que no se llegaría a situaciones graves, por el carácter moderado de quienes la convocaban, se desinteresó por la seguridad. Llegó el día 22 y, para sorpresa de todos, se encontraron con más de 40 000 personas aglutinadas en la protesta. Su primera intención fue entregar un pliegue de peticiones al gobierno, pero al no estar en La Moneda, se envió a un grupo a buscarlo a su casa particular; los recibió amablemente y conversó con ellos, guardándose el texto para estudiarlo después.
Mientras la multitud esperaba, empezó a correr un rumor: no estaba en Santiago, sino de paseo por las afueras de la ciudad. Esto fue la chispa que hizo estallar a la multitud: intentaron asaltar La Moneda y su casa particular. Después de estos intentos fallidos, se dedicaron a asaltar locales y tiendas, matando a cualquier transeúnte que pareciese de clase acomodada. La policía nada pudo hacer y se tuvo que llamar al ejército que, entonces, estaba en las afueras realizando maniobras militares. Llegó el día 24 de octubre, terminando con la revuelta tres días después.
Resultaron 500 personas heridas y entre 200 y 250 muertas, además de los graves daños a la propiedad pública y privada causados por los manifestantes, síntomas de que, sin lugar a dudas, la cuestión social era algo que se debía tener en cuenta.

## Pensamiento
En cuanto a su fe, se definía como católico, pero tolerante con las creencias ajenas. Fue un liberal clásico, estimando que la libre iniciativa servía como motor de la acción humana y el temor al fracaso como freno, sin que fuese necesario que el Estado interviniese. Deseaba que los desposeídos comenzasen a tener, siendo una de sus preocupaciones principales el fomento del ahorro.
En lo político estimaba que la democracia, imperfecta como cosa humana, era el «menos malo» de entre las formas de gobierno y la única capaz de corregir de forma pacífica sus propias deficiencias. Partidario acérrimo del régimen parlamentario, criticó algunos de sus excesos, en particular el hecho que se cargase al presidente de todas las responsabilidades, pero sin darle los elementos necesarios para gobernar.
Como anécdota se destaca que su tío paterno, Miguel Riesco y Puente, fue el diputado representante de Chile en las Cortes de Cádiz de 1811 y uno de los suscriptores de La Constitución española de 1812, lo cual siempre le dio una visión de trascendencia a los hechos de la vida en política.[cita requerida]

## Homenajes

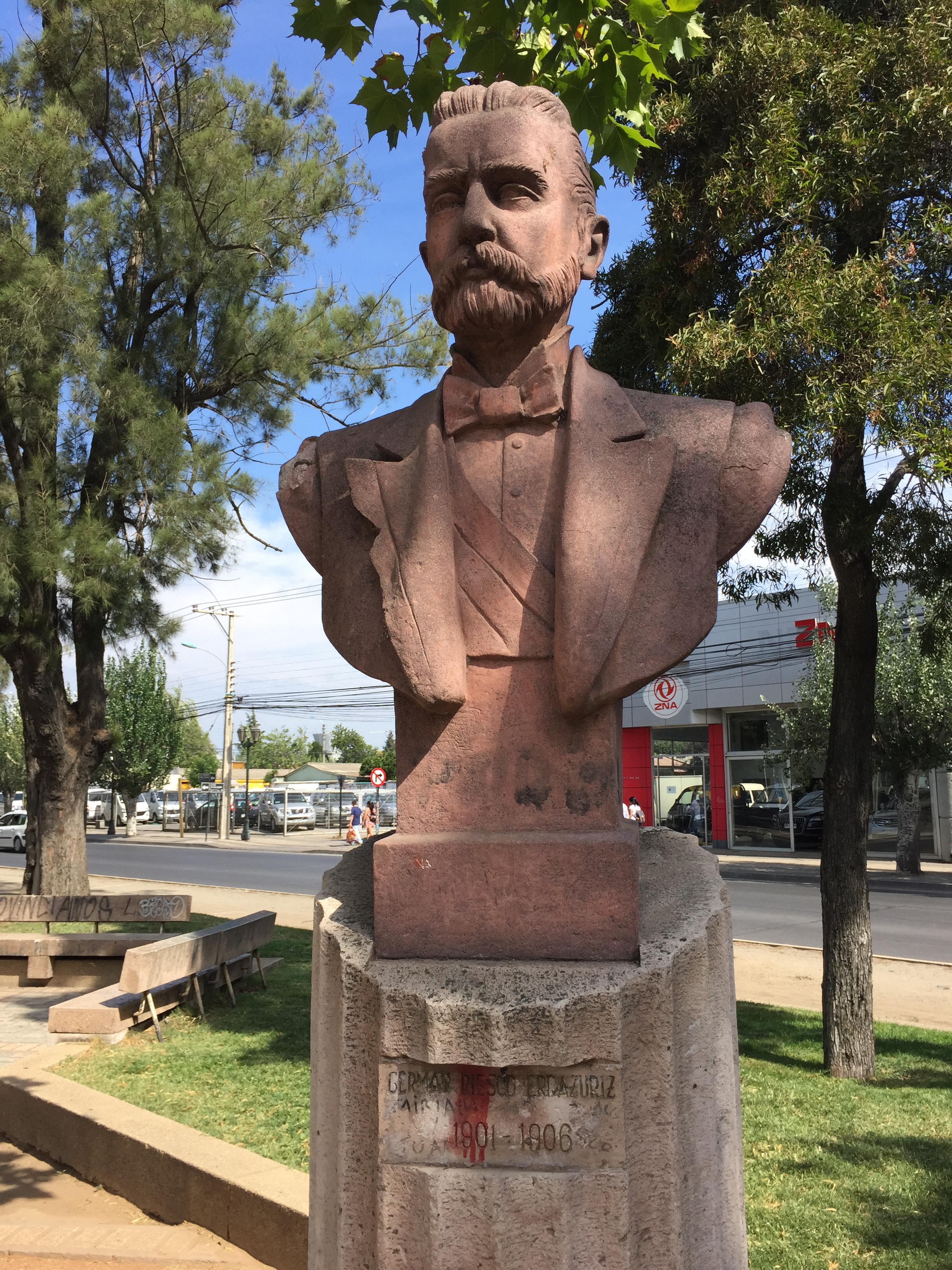
Busto del presidente Riesco en la Alameda de Rancagua.

En su natal Rancagua, existe un busto suyo en la alameda local, obra del escultor Octavio Román, en un sector conocido popularmente como el Paseo de los Presidentes. Asimismo, una de las calles de la ciudad lleva su nombre (calle Germán Riesco), comenzando en la Plaza de los Héroes y terminando en la avenida Freire.[cita requerida]
En Santiago, la larga avenida Presidente Riesco ha sido bautizada en su honor; ubicada en la comunas de Las Condes y Vitacura, corre desde Andrés Bello hasta que, después de Manquehue se bifurca en la calle Cerro Altar y Nueva Presidente Riesco, entroncando esta última en la continuación de Presidente Riesco, que termina finalmente en Las Tranqueras. También en Santiago, en la comuna de Curacaví, existe una calle llamada Germán Riesco, en su honor.[cita requerida]
| Predecesor: Aníbal Zañartu Vicepresidente | Presidente de la República de Chile 18 de septiembre de 1901 - 18 de septiembre de 1906 | Sucesor: Pedro Montt |